# 稲ノ森勉
稲ノ森 勉（いねのもり つとむ、1899年5月17日 - 1963年7月20日）は、熊本県熊本市出身で入間川部屋、出羽海部屋に所属した力士。本名は古閑 勉。173cm、94kg。最高位は東前頭14枚目。

## 経歴
1919年1月初土俵、1923年5月十両昇進。1926年5月に入幕するも11戦全敗を喫し十両に陥落。幕内在位はこの1場所に終わり、1928年3月廃業。

## 成績
- 幕内1場所0勝11敗
- 通算14場所38勝44敗5預
- 序ノ口優勝1回

## 改名
改名歴なし